# Мохамед Ибн Ибрахим ага джамия
Мохамед Ибн Ибрахим ага джамия (на македонска литературна норма: Мухамед Ибн Ибрахим ага џамија) е мюсюлмански храм в царевоселското село Тработивище.
Джамията е изградена около XVII век от Челеби Заде. Реставрирана е в периода 2014 – 2016 година от Ферки Демировски, изселник от Тработивище.